# Echinghen
Echinghen – miejscowość i gmina we Francji, w regionie Hauts-de-France, w departamencie Pas-de-Calais.
Według danych na rok 1990 gminę zamieszkiwały 284 osoby, a gęstość zaludnienia wynosiła 49 osób/km² (wśród 1549 gmin regionu Nord-Pas-de-Calais Echinghen plasuje się na 942. miejscu pod względem liczby ludności, natomiast pod względem powierzchni na miejscu 611.).